# Етен, Хаккы
Хаккы Етен (тур. Hakkı Yeten; 3 декабря 1910 или 25 мая 1910, Эдеса, Османская империя — 16 апреля 1989, Стамбул) — турецкий футболист, игравший на позиции нападающего. После завершения игровой карьеры — тренер и футбольный функционер.
Известен выступлениями за клуб «Бешикташ», а также национальную сборную Турции. Впоследствии главный тренер (1949, 1950—1951) и президент (1960—1963, 1964—1966 и 1967—1968) «Бешикташа». Благодаря многолетней работе в клубе, он считается одной из важнейших личностей в истории клуба, является лучшим бомбардиром в истории «Бешикташа» (данные на июль 2022).

## Клубная карьера
Родился в 1910 году в городе Воден в Османской империи (ныне Эдеса, Греция). Вскоре отец Хаккы, майор Османской армии, перевёз семью из шести детей в Стамбул, поселившись в районе Бешикташ, когда Етену был 1 год. В 1914 году отец Етена погиб в битве за Дарданеллы. Начальное образование получил в военной средней школе, как это делали перед ним два его старших брата.
Увлёкся футболом после того, как его старший брат Мухтар познакомил его со спортом. Играл в школьной команде, и вскоре стал одним из основателей футбольного клуба «Фатих Карагюмрюк» играл за вновь созданный клуб с 1926 по 1931 год.
В 1931 году Йетен бросил школу и присоединился к «Бешикташу». Выступал за этот стамбульский клуб 17 лет, главным образом, на позиции нападающего. Будучи большую часть времени капитаном команды, он привёл «Бешикташ» к 8 чемпионствам в Стамбульской лиги, 3 кубкам Стамбула, одному чемпионству Турции, 2 кубкам Премьер-министра и ряду других трофеев. На пики своей футбольной карьеры получил приглашение от английского «Арсенала», однако предпочёл остаться в Турции. Всего Етен забил 382 гола в 439 играх и завершил игровую карьеру в 1948 году. За это время он побил ряд клубных рекордов и до сих пор является лучшим бомбардиром в истории клуба.

## Выступления за сборную

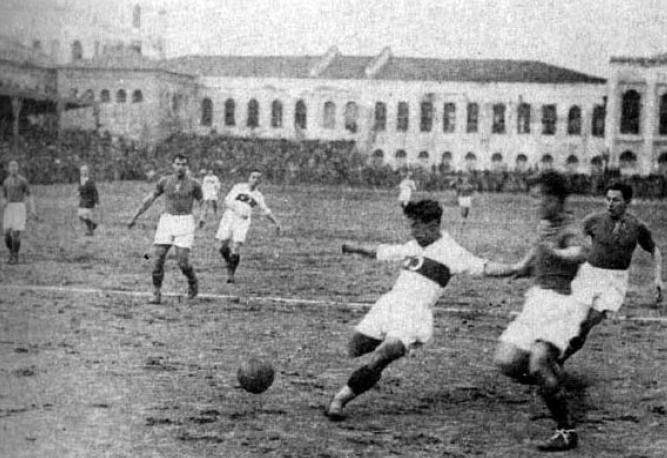
Хаккы Етен в матче против сборной Венгрии Б. 22 апреля 1923 года.

27 сентября 1931 года дебютировал в официальных матчах в составе национальной сборной Турции в матче Кубка Балкан против сборной Болгарии (1:5), забив в этой игре свой первый и единственный гол за сборную.
В следующем году сыграл товарищеский матч против сборной Венгрии Б (1:4), а два года спустя в составе сборной был участником футбольного турнира на Олимпийских играх 1936 года в Берлине. На этом турнире Етен сыграл свой третий и последний матч в футболке главной команды страны против сборной Норвегии (0:4).

## Карьера тренера
Начал тренерскую карьеру вскоре после завершения карьеры игрока, в 1949 году, возглавив тренерский штаб клуба «Бешикташ». После небольшого перерыва он вернулся в команду в 1951 году выиграл с ней Стамбульскую лигу и чемпионат Турции, став одним из немногих, которые смогли выиграть эти титулы и как игрок, и как тренер. После этого Хаккы покинул пост и тренировал клуб «Вефа».

## Последующая жизнь
После завершения тренерской карьеры он занимал должность вице-председателя Турецкой федерации футбола, а в 1960—1963, 1964—1966 и 1967—1968 годах был президентом клуба «Бешикташ».
Умер 17 апреля 1989 года на 80-м году жизни в городе Стамбул был похоронен на кладбище Зинджирликую.
Именем игрока и тренера названа одна из улиц Стамбула.

## Достижение

### Как игрока
«Бешикташ»
- Стамбульская футбольная лига: 1933-34, 1938-39, 1939-40, 1940-41, 1941-42, 1942-43, 1944-45, 1945-46
- Чемпионат Турции: 1934
- Стамбульский щит: 1934-35
- Турецкий национальный дивизион: 1941, 1944, 1947
- Кубок Стамбула: 1944, 1946
- Кубок премьер-министра: 1944, 1947

Личные
- Лучший бомбардир Стамбульской футбольной лиги: 1931-32, 1932-33, 1933-34
- Лучший бомбардир Турецкого национального дивизиона: 1939 (13 голов), 1941 (18 голов), 1944 (15 голов)
- Лучший бомбардир в дерби «Бешикташ» — «Фенербахче» (32 гола)
- Лучший бомбардир в дерби «Бешикташ» — «Галатасарай» (29 голов)

### Как тренера
«Бешикташ»
- Стамбульская футбольная лига: 1950-51
- Чемпионат Турции: 1951